# Heinrich Ernst Karl Jordan
Pour les articles homonymes, voir Jordan.
Heinrich Ernst Karl Jordan est un entomologiste allemand, né le 7 décembre 1861 à Almstedt et mort le 12 janvier 1959 à Tring.

## Biographie
Il fait des études de botanique et de zoologie à l’université de Göttingen, où il devient membre de la Burschenschaft Holzminda (de). En 1893, il commence à travailler au muséum de Tring, où Lord Lionel Walter Rothschild (1868-1937) conservait son immense collection d’histoire naturelle.
Il se spécialise dans les coléoptères, les lépidoptères et les siphonaptères. Jordan fait paraître plus de 400 publications, le plus souvent avec Lord Rothschild ou son frère Nathaniel Charles Rothschild (1877-1923). Il décrit seul 2 575 nouvelles espèces et, avec les frères Rothschild, 851 autres.
Jordan est à l’origine du premier congrès international d’entomologie en 1910. Il devient membre de la Royal Society en 1932 et il préside la Société entomologique de Londres de 1929 à 1930.

## Liste partielle des publications
- 1903 : avec Lionel Walter Rothschild (1868-1937), A revision of the lepidopterous family Sphingidae. Londres et Aylesbury, Hazell, Watson et Viney : 30-32.